# Belvosia cuculliae
Belvosia cuculliae is een vliegensoort uit de familie van de sluipvliegen (Tachinidae). De wetenschappelijke naam van de soort is voor het eerst geldig gepubliceerd in 1830 door Jean-Baptiste Robineau-Desvoidy als Latreillia cuculliae.